# Port Huron
Port Huron ist eine Stadt im St. Clair County im Bundesstaat Michigan in den Vereinigten Staaten und auch dessen County Seat. Die City ist der gleichnamigen Township benachbart, aber administrativ selbständig. Das U.S. Census Bureau hat bei der Volkszählung 2020 eine Einwohnerzahl von 28.983 ermittelt.

## Geographie
Die Fläche der Stadt beträgt 31,7 km², wovon 20,9 km² auf Land und 10,8 km² (= 33,99 %) auf Gewässer entfallen.
Die Stadt liegt am südlichen Ende des Lake Huron und ist zugleich die östlichste Gemeinde in Michigan. Sie gehört zu einem Gebiet Michigans, das als the Thumb bezeichnet wird. Durch die Blue Water Bridge ist Port Huron mit Sarnia, Ontario in Kanada verbunden. Diese überquert den St. Clair River und bindet den kanadischen Highway 402 an die US-amerikanischen Fernstraßen Interstate 69 und Interstate 94 an.
Die Michigan State Route 25 folgt in einem Bogen der Uferlinie der Saginaw Bay des Sees und verbindet Port Huron mit Bay City.
Die Bahngesellschaft Canadian National betreibt unter dem St. Clair River einen Eisenbahntunnel, der wegen der strikten Grenzformalitäten der US-Amerikaner nur noch von Güterzügen befahren wird, aber nicht mehr von Fernzügen der Amtrak in der Relation Chicago-Toronto.

## Geschichte
Die Students for a Democratic Society verabschiedeten 1962 in Port Huron die Grundzüge ihrer Politikpositionen in der so genannten Port-Huron-Erklärung.

## Verwaltung
Die Stadt wird durch einen Stadtrat geführt, der einen Stadtdirektor bestimmt und der dann der Verwaltung vorsteht. Er überwacht die administrativen Angelegenheiten der City und führt die Beschlüsse des Stadtrats aus. Als oberster Verwaltungsbeamter der Stadt hat der Stadtdirektor die Möglichkeit, Verwaltungsangestellte auf einen bestimmten Posten zu ernennen oder sie zu entlassen. Der Stadtrat besteht aus dem Bürgermeister und sechs weiteren Mitgliedern, die jeweils zwei Jahre im Amt bleiben.

## Demografische Daten
Zum Zeitpunkt des United States Census 2000 bewohnten Port Huron 32.338 Personen. Die Bevölkerungsdichte betrug 1545,3 Personen pro km². Es gab 14.003 Wohneinheiten, durchschnittlich 669,1 pro km². Die Bevölkerung bestand zu 86,69 % aus Weißen, 7,74 % Schwarzen oder Afroamerikanern, 0,87 % Indianern, 0,55 % Asiatischen Amerikanern, 0,01 % Pazifischen Insulanern, 1,32 % gaben an, anderen Rassen anzugehören und 2,81 % nannten zwei oder mehr Rassen. 4,28 % der Bevölkerung erklärten, Hispanics oder Latinos jeglicher Rasse zu sein.
23,9 % der Bevölkerung haben deutsche, 10,1 % irische, 9,4 % britische und 6,1 % polnische Vorfahren.
Die Bewohner Port Hurons verteilten sich auf 12.961 Haushalte, von denen in 32,4 % Kinder unter 18 Jahren lebten. 39,8 % der Haushalte stellten Verheiratete, 17,5 % hatten einen weiblichen Haushaltsvorstand ohne Ehemann und 37,9 % bildeten keine Familien. 31,9 % der Haushalte bestanden aus Einzelpersonen und in 13,2 % aller Haushalte lebte jemand im Alter von 65 Jahren oder mehr alleine. Die durchschnittliche Haushaltsgröße betrug 2,43 und die durchschnittliche Familiengröße 3,04 Personen.
Die Stadtbevölkerung verteilte sich auf 27,0 % Minderjährige, 9,7 % 18–24-Jährige, 29,6 % 25–44-Jährige, 19,6 % 45–64-Jährige und 14,0 % im Alter von 65 Jahren oder mehr. Das Durchschnittsalter betrug 34 Jahre. Auf jeweils 100 Frauen entfielen 90,7 Männer. Bei den über 18-Jährigen entfielen auf 100 Frauen 86,1 Männer.
Das mittlere Haushaltseinkommen in Port Huron betrug 31.327 US-Dollar und das mittlere Familieneinkommen erreichte die Höhe von 39.869 US-Dollar. Das Durchschnittseinkommen der Männer betrug 32.053 US-Dollar, gegenüber 22.113 US-Dollar bei den Frauen. Das Pro-Kopf-Einkommen in Port Huron war 17.100 US-Dollar. 16,9 % der Bevölkerung und 13,4 % der Familien hatten ein Einkommen unterhalb der Armutsgrenze, davon waren 21,5 % der Minderjährigen und 14,2 % der Altersgruppe 65 Jahre und mehr betroffen.

## Sehenswürdigkeiten
- Thomas Edison Depot Museum

## Söhne und Töchter der Stadt
- Henry McMorran (1844–1929), Politiker, Vertreter von Michigan im US-Repräsentantenhaus
- Frederick C. Sherman (1888–1957), Vizeadmiral der US-Navy im Zweiten Weltkrieg
- Colleen Moore (1900–1988), Schauspielerin
- Ashton N. Graybiel (1902–1995), Kardiologe und Spezialist für Weltraum-Medizin, Direktor der sinnesphysiologischen Laboratorien der NASA in Pensacola
- Robert J. McIntosh (1922–2008), Politiker, Vertreter von Michigan im US-Repräsentantenhaus
- Earl Coleman (1925–1995), Jazz-Sänger
- Arden L. Albee (1928–2025), Mineraloge, Petrologe und Geologe
- Harrison Young (1930–2005), Schauspieler
- Stephan Thernstrom (1934–2025), Historiker, Winthrop-Forschungsprofessor für Geschichte
- Dennis Sullivan (* 1941), Mathematiker
- James Curnow (* 1943), Komponist und Musikpädagoge
- Terry McMillan (* 1951), Autorin
- Janice Deaner (* 1966), Schriftstellerin
- Charlie Cook (* 1982), Eishockeyspieler
- Jason Motte (* 1982), Baseballspieler
- Jack Campbell (* 1992), Eishockeytorwart
- Tyler Motte (* 1995), Eishockeyspieler